# Acacia racospermoides
Acacia racospermoides är en ärtväxtart som beskrevs av Leslie Pedley. Acacia racospermoides ingår i släktet akacior, och familjen ärtväxter. Inga underarter finns listade i Catalogue of Life.